# Oroz-Betelu/Orotz-Betelu
Oroz-Betelu/Orotz-Betelu (spanisch Oroz-Betelu; baskisch Orotz-Betelu) ist eine spanische Gemeinde (municipio) in der Comunidad Foral de Navarra. Sie gehört zur Comarca Pirinioaurrea und hat 143 Einwohner (Stand: 2024). Zur Gemeinde gehört neben dem Hauptort Oroz-Betelu die Ortschaft Olaldea.

## Lage
Oroz-Betelu/Orotz-Betelu liegt etwa 28 Kilometer ostnordöstlich von Pamplona in einer Höhe von ca. 600 m. 

## Sehenswürdigkeiten
- Adrianskirche in Orotz-Betelu
- Marienkapelle in Orotz-Betelu
- Kirche von Olaldea